# 마이크로소프트 시큐리티 에센셜
마이크로소프트 시큐리티 에센셜(Microsoft Security Essentials)은 마이크로소프트에서 개발한 백신 소프트웨어이다. 이 제품을 설치하려면 윈도우 정품 인증을 받아야 한다. 윈도우 8 버전 이후부터는 바이러스 검사를 위한 자체 내장 구성 요소가 윈도우 디펜더로 포함되어 있으므로 MSE를 실행할 수 없다. 소프트피디어에 따르면, 윈도우 7에서 8으로 업그레이드를 시도할 때 윈도우 8 설치 프로그램은 마이크로소프트 시큐리티 에센셜의 삭제를 요구한다.
윈도우 XP의 경우 MSE 버전 4.0까지만 지원하며, 버전 4.5 이후부터는 윈도우 XP에서 동작하지 않는다. 4.0 이하 버전의 바이러스 정의 업데이트는 2015년 7월 25일까지 이어졌다.

## 같이 보기
- 바이러스 검사 소프트웨어 목록
- 인터넷 보안